# Satoshi Yoneyama
Satoshi Yoneyama (jap. 米山 智, Yoneyama Satoshi; * 27. Juni 1974 in der Präfektur Kanagawa) ist ein ehemaliger japanischer Fußballspieler.

## Karriere
Yoneyama erlernte das Fußballspielen in der Schulmannschaft der Shichirigahama High School. Seinen ersten Vertrag unterschrieb er 1993 bei Yokohama Flügels. Der Verein spielte in der höchsten Liga des Landes, der J1 League. Für den Verein absolvierte er 22 Erstligaspiele. Ende 1997 beendete er seine Karriere als Fußballspieler.

## Erfolge
Yokohama Flügels
- Kaiserpokal

Sieger: 1993
Finalist: 1997